# Langues à Madère
La langue officielle de Madère est, en tant que région autonome du Portugal, le portugais, aussi bien de jure que de facto.
Lorsque les Portugais en prennent possession en 1418, l'archipel est inhabité. La population actuelle résultant de la colonisation, essentiellement portugaise, est donc d'origine européenne bien que Madère soit plus proche de l'Afrique que de l'Europe. De 1420 à 1430, le Portugal décida de peupler l’île de Madère, qui a alors depuis sa découverte toujours été lusophone, bien que la langue vernaculaire parlée locale, à la suite d'une évolution quelque peu différente du portugais continental, soit un dialecte méridional du portugais proche de celui qui est parlé aux Açores, appelé madérien, dont les expressions, le vocabulaire, certaines tournures et un accent bien reconnaissable le distingue du portugais standard du Portugal continental.
L'enseignement à Madère est exclusivement dispensé en portugais.